# Acacia saltillensis
Acacia saltillensis é uma espécie de leguminosa do gênero Acacia, pertencente à família Fabaceae.